# Železnice údolím Dunaje (Bavorsko)
Železnice údolím Dunaje (německy Donautalbahn) je označení pro železniční trať v Bavorsku vedoucí převážně podél Dunaje z Řezna přes Ingolstadt a Donauwörth do Ulmu v Bádensku-Württembersku.

## Část Řezno-Ingolstadt
Tato část trati vznikla původně pro vojenské účely. 29. dubna 1869 byla její stavba povolena zákonem a 1. června 1874 byla slavnostně otevřena.
Trať je 73,4 kilometru dlouhá a převážně jednokolejná.
Je zde pravidelný provoz. V pracovní dny zde jezdí osobní vlaky každou hodinu a vzdálenost z Řezna do Ingolstadtu urazí zhruba za hodinu a osm minut. O víkendech a prázdninách jezdí vlaky každé dvě hodiny.
Trať je vytížena i nákladní dopravou. Vlaky zásobují petrochemický průmysl v Ingolstadtu a okolí, trať je významná i pro tamější továrnu Audi a pro přístavy na Dunaji. Nádraží v Manchingu fungovalo do roku 2005 jako jeden z terminálů systému RoLa, používaným nákladním nádražím zůstává i v současnosti.